# 大奧厄湖

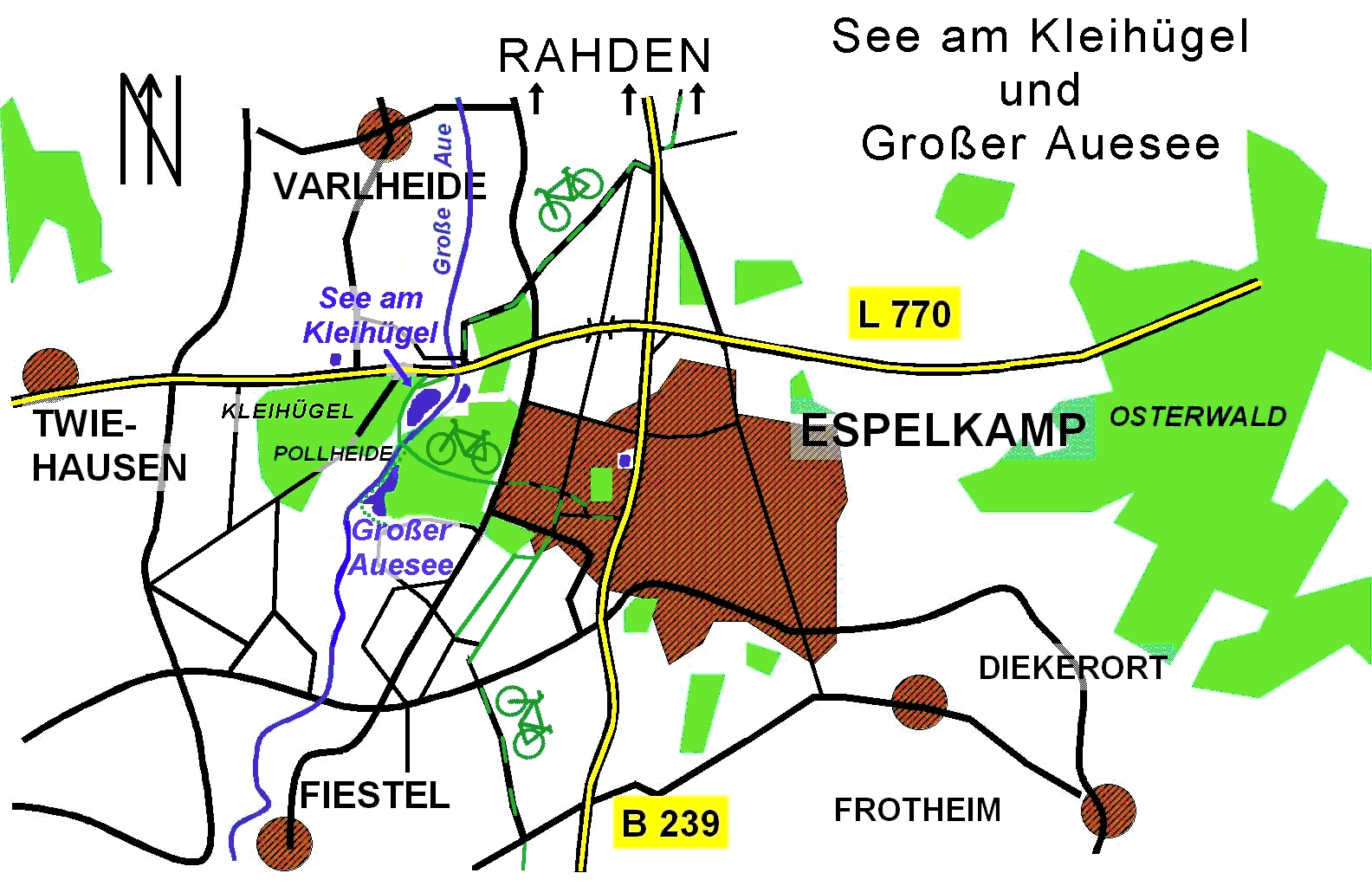

52°23′00″N 8°34′38″E / 52.383316°N 8.5773255°E
大奧厄湖（德語：Großer Auesee），是德國的湖泊，位於該國西部，由北萊茵-威斯特法倫州負責管轄，處於明登-呂貝克縣，長0.55公里、寬0.08公里，面積0.045平方公里，海拔高度45米，平均水深2米，最大水深3米，水體容量13.5萬立方米，湖岸線長度1.5公里。